# Filete

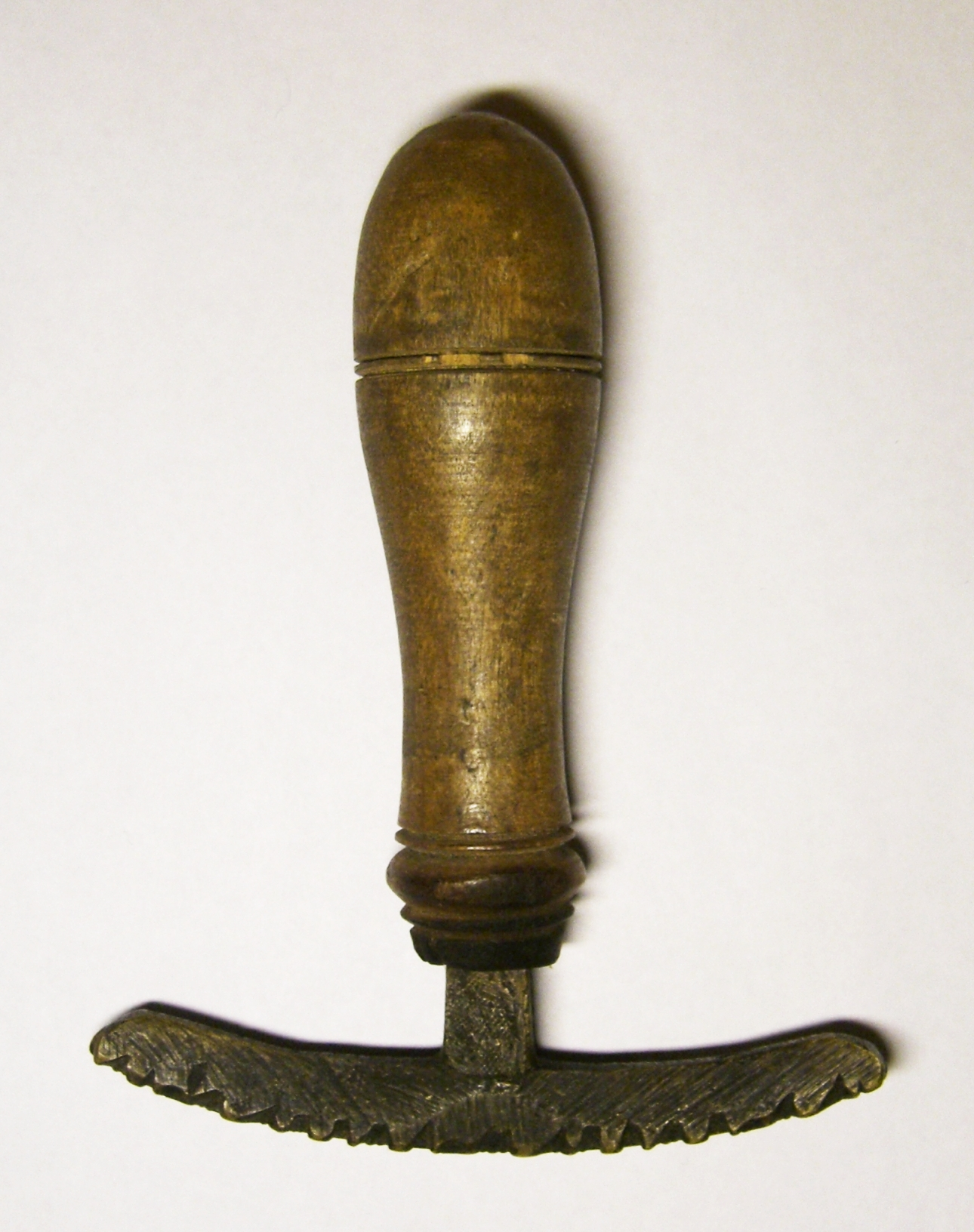
Filete

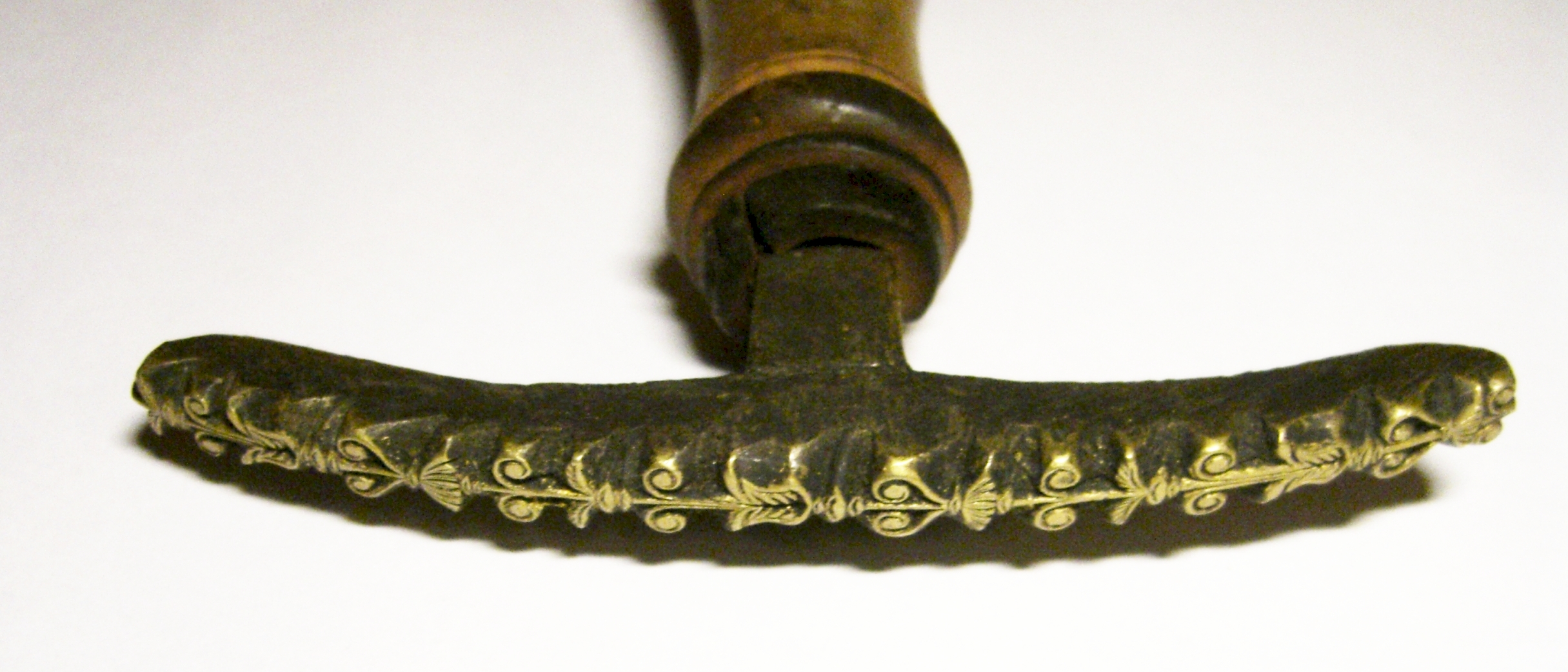
Ziermuster der Prägefläche

Als Filete (französisch) wird sowohl ein Prägewerkzeug des Buchbinders als auch die damit hergestellte Verzierung der Bucheinbände bezeichnet.
Der Gebrauch der Filete ist im 17. Jahrhundert aufgekommen. Die Einführung dieses Werkzeugs wird dem Pariser Buchbinder und -händler Pierre Gaillard d. Ä. zugeschrieben, wobei nicht eindeutig ist, ob das Ornament oder das Werkzeug zunächst darunter zu verstehen ist.
Auf der gewölbten Fläche der wiegemesserförmigen Filete sind Linien und Ziermuster angebracht, die mit wiegender Bewegung des erwärmten Werkzeugs in das Leder eingeprägt werden. Dabei wird Blattgold, seltener Blattsilber oder bei der Blindprägung kein zusätzliches Material verwendet. Einen Abschnitt des sich daraus ergebenden Musters kann man häufig an den nicht genau aufeinander passenden Nahtstellen zwischen zwei Abdrücken erkennen. Ergänzend zur Filete verwendet der Buchbinder für seine Verzierungen Prägestempel und Prägerollen. Sie werden ähnlich der Filete gehandhabt und ergänzen deren mögliche Ornamentvielfalt.